# Cythere drammensis
Cythere drammensis is een mosselkreeftjessoort uit de familie van de Cytheridae. De wetenschappelijke naam van de soort werd in 1869 voor het eerst geldig gepubliceerd door Georg Ossian Sars.